# Dipartimento di San Lorenzo (Santa Fe)
San Lorenzo è un dipartimento argentino, situato nella parte sud-orientale della provincia di Santa Fe, con capoluogo San Lorenzo.
Esso confina a nord con il dipartimento di San Jerónimo, a est con la provincia di Entre Ríos e il dipartimento di Rosario; a sud con il dipartimento di Constitución e a ovest con quelli di Caseros e Iriondo.
Secondo il censimento del 2001, su un territorio di 1867 km², la popolazione ammontava a 142 097 abitanti, con un aumento demografico del 9,32% rispetto al censimento del 1991.
Il dipartimento, nel 2001, era suddiviso in 15 distretti (distritos), con questi municipi (municipios) o comuni (comunas):
- Comunas
  - Aldao
  - Coronel Arnold
  - Fuentes
  - Pujato
  - Ricardone
  - San Jerónimo Sud
  - Timbúes
  - Villa Mugueta
  - Luis Palacios
- Municipios
  - Capitán Bermúdez
  - Carcarañá
  - Fray Luis Beltrán
  - Puerto General San Martín
  - Roldán
  - San Lorenzo